# 中華再造善本
中华再造善本又稱中华再造善本工程，是中華人民共和國一個古籍保護工程，目的是搶救中華人民共和國各大圖書館保存的已破損以及市場上較少出現的古籍，複製古籍並將古籍重新出版。中华再造善本工程分为五编，分別為《唐宋编》、《金元编》、《明代编》、《清代编》、《少数民族文字文献编》，每编下設经、史、子、集、丛等次编。
該項目由中華人民共和國财政部、中華人民共和國文化部共同主持，中國國家圖書館承办，2002年啟動。2002年12月末，出版了首批千余种古籍。中华再造善本分两期完成，第一期是2002年至2008年，主要完成唐宋编和金元编以及少量明清编。一期共收錄唐宋时期、金元时期的古籍共758种1394函8974册，约44万页；第二期是2008年至2014年，二期項目主要以明、清两代古籍为主。

## 图片

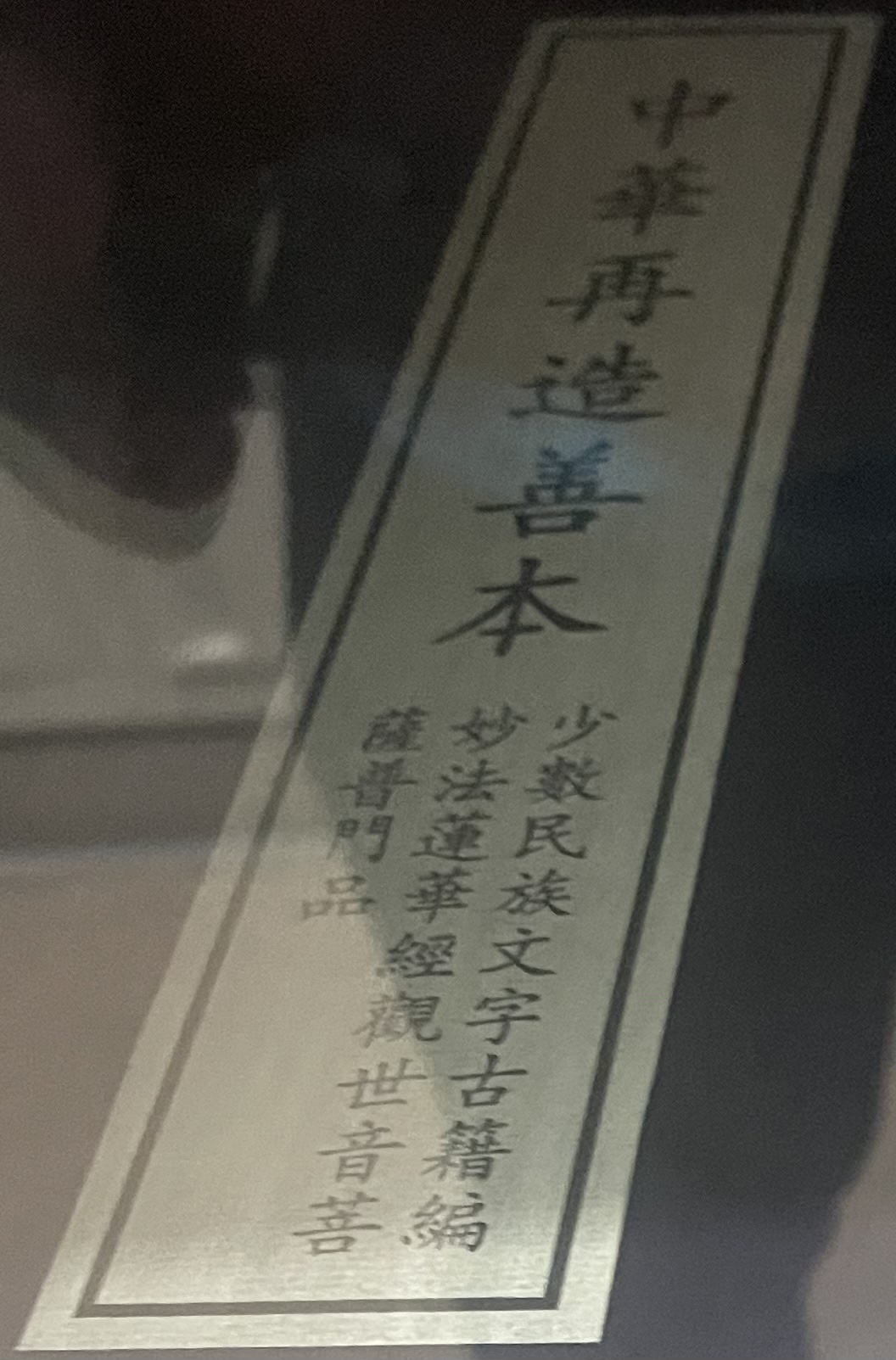
中华再造善本妙法莲华经